# Roadracing-VM 1949
Roadracing-VM 1949 var det första världsmästerskapet i roadracing. Mästerskapen kördes över 6 Grand Prixer i klasserna 500cc, 350cc, 250cc, 125cc och Sidvagnar 600cc. Säsongen inleddes 17 juni med Isle of Man TT och avslutades med Nationernas Grand Prix i Italien den 4 september.
| Klass   | Mästare individuellt | Mästare konstruktörer |
| ------- | -------------------- | --------------------- |
| 500GP   | Leslie Graham        | Norton                |
| 350GP   | Freddie Frith        | Velocette             |
| 250GP   | Bruno Ruffo          | Moto Guzzi            |
| 125GP   | Nello Pagani         | FB Mondial            |
| Sidvagn | Oliver/Jenkinson     | Norton                |

## 1949 års Grand Prix-kalender
| Omgång | Datum | Grand Prix     | Bana                | Segrare 125cc | Segrare 250cc      | Segrare 350cc | Segrare 500cc  | Segrare Sidvagn  |
| ------ | ----- | -------------- | ------------------- | ------------- | ------------------ | ------------- | -------------- | ---------------- |
| 1      | 17/6  | Isle of Man TT | Mountain course     |               | Manliff Barrington | Freddie Frith | Harold Daniell |                  |
| 2      | 9/7   | Schweiz        | Circuit Bremgarten  | Nello Pagani  | Bruno Ruffo        | Freddie Frith | Leslie Graham  | Oliver/Jenkinson |
| 3      | 9/7   | TT Assen       | Circuit van Drenthe | Nello Pagani  |                    | Freddie Frith | Nello Pagani   |                  |
| 4      | 17/7  | Belgien        | Spa                 |               |                    | Freddie Frith | Bill Doran     | Oliver/Jenkinson |
| 5      | 20/8  | Ulster         | Clady Circuit       |               | Maurice Cann       | Freddie Frith | Leslie Graham  |                  |
| 6      | 4/9   | Nationernas GP | Monza               | Gianni Leoni  | Dario Ambrosini    |               | Nello Pagani   | Frigerio/Dobelli |

### Poängberäkning
De fem främsta i varje race fick poäng enligt tabellen nedan. Dessutom delades en poäng ut till föraren med racets snabbaste varv. Det vill säga snabbaste varv bland de förare som gick i mål. De tre bästa resultaten räknades i mästerskapen för samtliga klasser.
| Plats | 1  | 2 | 3 | 4 | 5 | Snabbaste varv |
| ----- | -- | - | - | - | - | -------------- |
| Poäng | 10 | 8 | 7 | 6 | 5 | 1              |

## 500GP
Mästare blev Leslie Graham.

### Delsegrare
| Bana       | Vinnare        | Märke  |
| ---------- | -------------- | ------ |
| Manx TT    | Harold Daniell | Norton |
| Bremgarten | Leslie Graham  | AJS    |
| Assen      | Nello Pagani   | Gilera |
| Spa        | Bill Doran     | AJS    |
| Dundrod    | Leslie Graham  | AJS    |
| Monza      | Nello Pagani   | Gilera |

### Slutställning
| Plats | Förare            | Märke  | Poäng |
| ----- | ----------------- | ------ | ----- |
| 1     | Leslie Graham     | AJS    | 30    |
| 2     | Nello Pagani      | Gilera | 28    |
| 3     | Artisco Artesiani | Gilera | 25    |
| 4     | William Doran     | AJS    | 23    |
| 5     | Artie Bell        | Norton | 20    |
| 6     | Harold Daniell    | Norton | 17    |

## 350GP

### Delsegrare
| Bana       | Vinnare       | Märke     |
| ---------- | ------------- | --------- |
| Manx TT    | Freddie Frith | Velocette |
| Bremgarten | Freddie Frith | Velocette |
| Assen      | Freddie Frith | Velocette |
| Spa        | Freddie Frith | Velocette |
| Dundrod    | Freddie Frith | Velocette |

### Slutställning
| Plats | Förare          | Märke     | Poäng |
| ----- | --------------- | --------- | ----- |
| 1     | Freddie Frith   | Velocette | 33    |
| 2     | Reg Armstrong   | AJS       | 18    |
| 3     | Bob Foster      | Velocette | 16    |
| 4     | Eric McPherson  | AJS       | 16    |
| 5     | Johnny Lockett  | Norton    | 12    |
| 6     | David Whitworth | Velocette | 12    |

## 250GP

### Delsegrare
| Bana       | Vinnare            | Märke      |
| ---------- | ------------------ | ---------- |
| Manx TT    | Manliff Barrington | Moto Guzzi |
| Schweiz    | Bruno Ruffo        | Moto Guzzi |
| Nordirland | Maurice Cann       | Moto Guzzi |
| Italien    | Dario Ambrosini    | Benelli    |

### Slutställning
| Plats | Förare             | Märke      | Poäng |
| ----- | ------------------ | ---------- | ----- |
| 1     | Bruno Ruffo        | Moto Guzzi | 24    |
| 2     | Dario Ambrosini    | Benelli    | 19    |
| 3     | Ronald Mead        | Norton     | 13    |
| 4     | Maurice Cann       | Moto Guzzi | 11    |
| 5     | Claudio Mastellari | Moto Guzzi | 11    |
| 6     | Manliff Barrington | Moto Guzzi | 10    |

## 125GP

### Delsegrare
| Bana    | Vinnare      | Märke   |
| ------- | ------------ | ------- |
| Schweiz | Nello Pagani | Mondial |
| Holland | Nello Pagani | Mondial |
| Italien | Gianni Leoni | Mondial |

### Slutställning
| Plats | Förare           | Märke   | Poäng |
| ----- | ---------------- | ------- | ----- |
| 1     | Nello Pagani     | Mondial | 27    |
| 2     | Vitantonio Maggi | Morini  | 14    |
| 3     | Umberto Masetti  | Morini  | 13    |
| 4     | Carlo Ubbiali    | Mondial | 13    |
| 5     | Gianni Leoni     | Mondial | 11    |
| 6     | Oscar Clemengich | Mondial | 8     |